# Pelophryne api
Pelophryne api es una especie de anfibios de la familia Bufonidae.
Se encuentra en Malasia y posiblemente Brunéi.
Su hábitat natural incluye bosques secos tropicales o subtropicales, montanos secos y marismas intermitentes de agua dulce.